# Gezeitenbrunnen (Bremen)

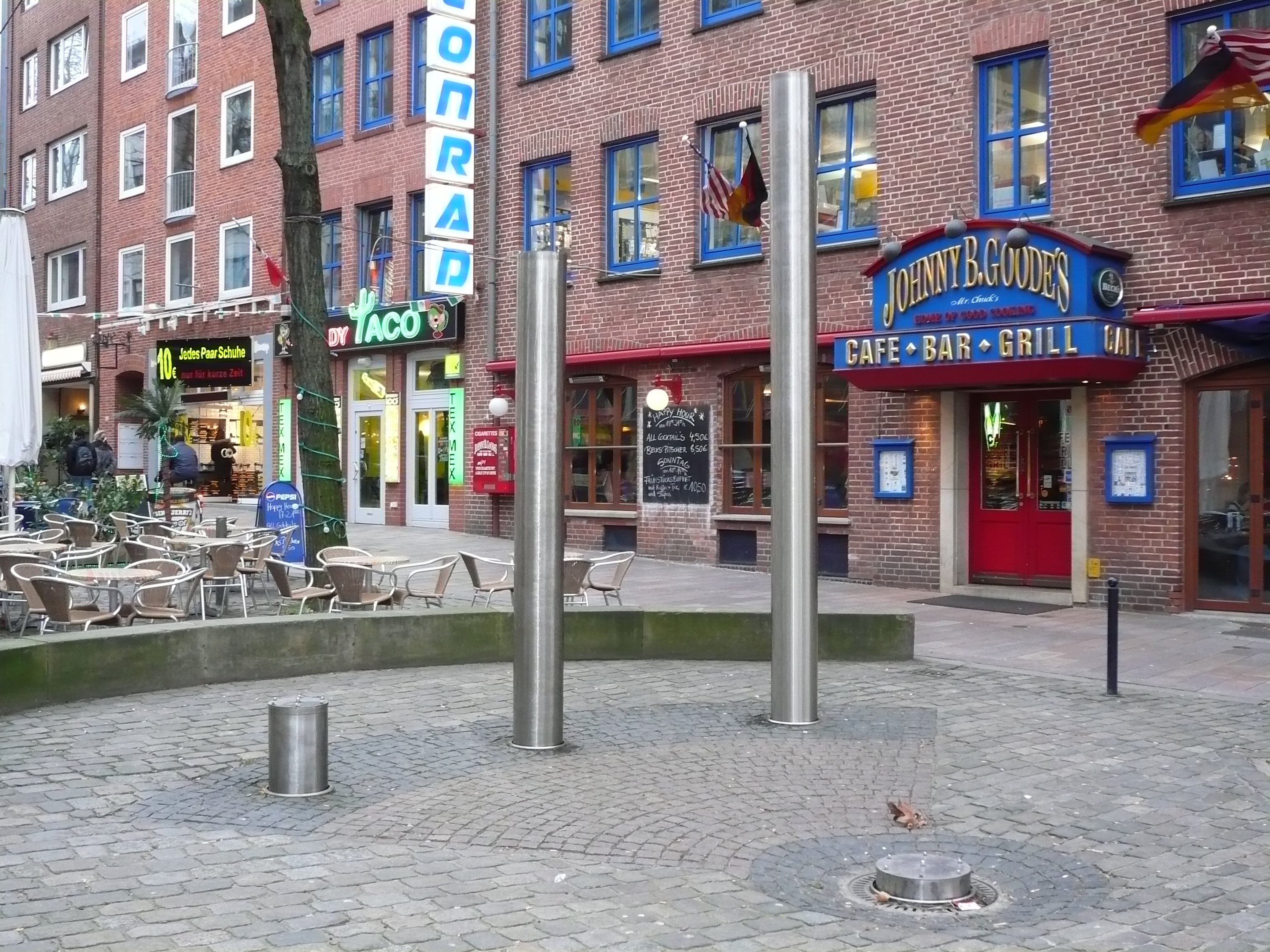
Der Bremer Gezeitenbrunnen – eine künstlerische Anzeige aktueller Wasserstände

Der Bremer Gezeitenbrunnen (auch Tidebrunnen genannt) ist eine Brunneninstallation in Bremen-Mitte. Der Brunnen befindet sich in der Altstadt am Rand der innerstädtischen Fußgängerzone auf der Platzzone Pieperstraße (Bremen), an deren Südwestende an der Martinistraße. Die von dem Bremer Objektkünstler Wolfgang Zach geschaffene Installation verdeutlicht sowohl den Tidenhub der Unterweser als auch die Auswirkung der Gezeiten auf das Grundwasser.

## Geschichte
Die Brunnenanlage entstand im Rahmen des Bremer Programms für Kunst im öffentlichen Raum. Auftraggeber des Kunstwerks war die Bremer Bildungsbehörde. Finanziert wurde es mit 180.000 DM von der Bremer Stiftung Wohnliche Stadt.
Die Anregung kam vom Wasserwirtschaftsamt Bremen und beruht auf der Tatsache, dass die Tidenhübe in Bremen zu den höchsten der kontinentalen Nordseeküste gehören.

## Gestalt
Die Installation in der Innenstadt besteht aus vier verstellbaren Edelstahlsäulen, von denen eine den Grundwasserpegel in Bremen verdeutlicht, die anderen drei die aktuellen Wasserstände der Weser in Bremen, Brake und Bremerhaven. Die Signale der entsprechenden Weserpegel der Wasser- und Schifffahrtsverwaltung des Bundes werden elektronisch an die Steuerung der Schausäulen weitergeleitet. Der von den Gezeiten beeinflusste Grundwasserstand in Bremen wird ebenfalls kontinuierlich gemessen und aktualisiert. Um auch niedrige Werte aller vier Wasserstände im Maßstab 1 : 1 darstellen zu können, wird ein Wasserstand am Normalhöhennull für die Flusspegel 2,3 m über dem Straßenpflaster angezeigt, fürs Grundwasser 1 m über dem Pflaster.

## Andere Gezeitenbrunnen
- Gezeitenbrunnen in Dorum-Neufeld
- Tidebrunnen in Esens
- Gezeitenbrunnen in Verden (Aller)
- Tidebrunnen in Wilhelmshaven
- Gezeitenbrunnen in Wyk auf Föhr